# 에와유

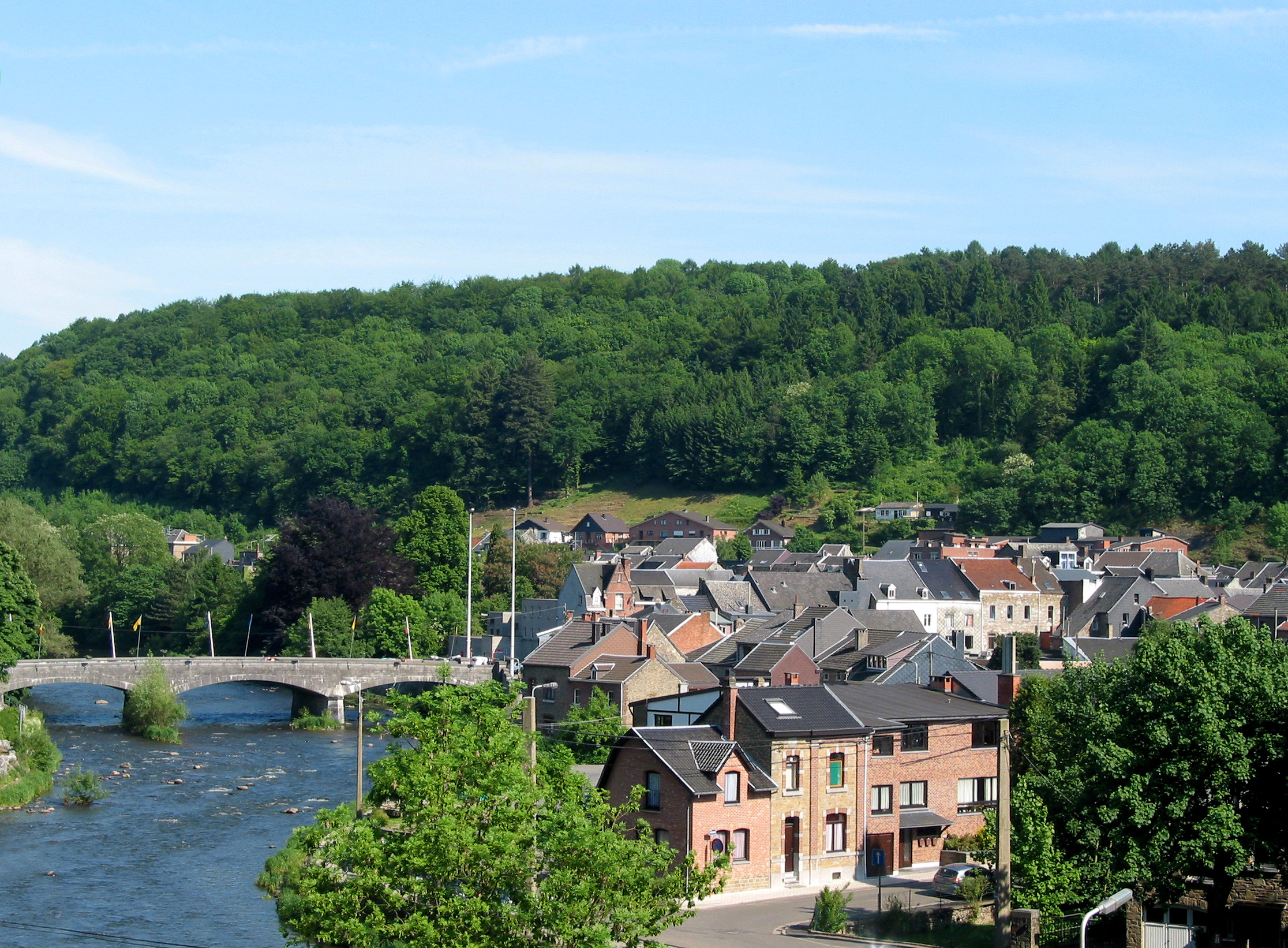
에와유

에와유(Aywaille)는 벨기에 왈롱 리에주주의 도시이다.

## 방송
- JTBC 내 친구의 집은 어디인가 벨기에 편 줄리안 퀸타르트의 고향이기도 하다.